# Beatrice Beneke
Beatrice Beneke (* 1974) ist eine deutsche Kraftsportlerin.
Beneke startete für den SV Friedensweiler und wurde 2006, 2007 und 2008 Weltmeisterin im Kraftsport. 2008 war sie auch Europameisterin.
2006 und 2007 durfte sich Beneke in Anerkennung ihres sportlichen Erfolgs als Kraftsportlerin in das Goldene Buch der Stadt Magdeburg eintragen.